# Mohamed Idirem
 (mars 2020).
Mohamed Idirem (arabe : محمد إيديرام) est un footballeur international algérien né le 20 mars 1967 à Blida. Il évoluait au poste de milieu de terrain.

## Biographie
Mohamed Idirem reçoit sept sélections en équipe d'Algérie entre 1992 et 1993. Il joue son premier match en équipe nationale le 3 octobre 1992, contre le Togo (score : 0-0). Il joue son dernier match le 23 avril 1993, contre cette même équipe (victoire 4-0).
En club, il évolue pendant cinq saisons avec l'USM Blida et cinq saisons avec le NA Hussein Dey, puis pendant deux saisons avec le WA Boufarik.

## Palmarès
- Vice-champion d'Algérie en 1993 avec le NA Hussein Dey
- Champion d'Algérie de D2 en 1996 (Groupe Centre) avec le NA Hussein Dey